# Cantonul Viry-Châtillon
Cantonul Viry-Châtillon este un canton din arondismentul Évry, departamentul Essonne, regiunea Île-de-France, Franța.

## Comune
| Comune         | Populație (1999) | Cod poștal | Cod INSEE   |
| -------------- | ---------------- | ---------- | ----------- |
| Viry-Châtillon | 32.045 hab.      | 91170      | 91 2 27 687 |